# Leo Rosten

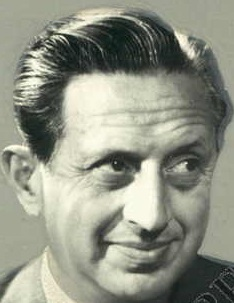
Leo Rosten (1959)

Leo Calvin Rosten (jiddisch ליאָ קאַלװין ראָסטען; geboren 11. April 1908 in Łódź, Russisches Kaiserreich; gestorben 19. Februar 1997 in New York) war ein US-amerikanischer Schriftsteller und Humorist.

## Leben
Rosten studierte Politikwissenschaft, Wirtschaftswissenschaft und Psychologie an der Universität Chicago und promovierte dort und an der London School of Economics in Politikwissenschaft. Von dieser Zeit rühren lebenslange Freundschaften mit Milton Friedman, W. Allen Wallis und anderen Wirtschaftswissenschaftlern her, die später bedeutenden Einfluss in der Entwicklung des amerikanischen Neoliberalismus hatten.

## Persönliches
Am 30. März 1935 heiratete Rosten Priscilla Ann „Pam“ Mead (1911–1959), eine Kommilitonin aus dem Masterstudiengang an der Uni Chicago und die Schwester der Anthropologin Margaret Mead. Durch die Heirat wurde Rosten Schwager von William Steig und Onkel von Jeremy Steig und Mary Catherine Bateson.
Gemeinsam hatten sie zwei Töchter, Madeline Rosten und Margaret Ramsey Rosten, einen Sohn, Philip Rosten (1938–1996).
Nach dem Tod von Priscilla Mead heiratete Rosten am 5. Januar 1960 Gertrude Zimmerman (1915–1995).